# شقراق هندي
الشقراق الهندي أو الشقراق البنغالي (الاسم العلمي:Coracias benghalensis) (بالإنجليزية: Indian Roller)‏ هو نوع من الطيور يتبع جنس الشقراق من فصيلة الشقراقية. يعتبر الشقراق الهندي بسبب جناحية الزرقاوين الذين يبدوان وكأنهما يرسلان ومضات كهربائية، أكثر الطيور التي يمكن ملاحظتها في منطقة الباطنة إذ يبدو جناحا الطائر وذيله أثناء طيرانه من مكان لآخر وكأنها تؤدي إلى انبعاث وهج من الألوان يشبه ذلك الوهج المنبعث من المصابيح الكهربائية المثبتة على الطرق السريعة.
و يطلق علي الشقراق طائر الأخيل وكان يتشائم منه العرب.

## وصلات خارجية
- الحيوان البري في البلاد العربية من الموسوعة العربية العالمية